# Il Foglio
Az Il Foglio (magyarul: A Lap) egy olaszországi országos napilap, amit 1996-ban alapított Giuliano Ferrara Milánóban, aki az Első Berlusconi-kormányban a parlamenti kapcsolatokért felelős miniszter volt emellett az Il Giornale egyik szerkesztője. Az újság igazgatója 1996 és 2015 között.

## Története
Első száma 1996. január 30-án jelent meg. Az újság eleinte a hírek mellett az ország és a világ politikai eseményeinek háttereit is elemezte. Politikailag az újság konzervatív, gazdasági kérdésekben liberális szemléletet képviselt. Minden cikk szerzője névtelen volt, kivéve a napi rovatokat, amiknek a szerzőit mindig feltüntették. Ezek a következők voltak: Nove colonne Pierluigi Battista, Vite parallele Sandro Fusina, Andrea's Version Andrea Marcenaro, Alta società Carlo Rossella, Piccola posta Adriano Sofri és az Il riempitivo rovatot Pietrangelo Buttafuoco írták.
Az újság kiadója az Il Foglio Quotidiano S.r.l volt, amiben 30%-os tulajdonrésze volt Veronica Lariónak (Silvio Berlusconi második feleségének), ezt a tulajdonrészt 2011-ben Silvio Berlusconi öccse, Paolo Berlusconi kapta meg.
1997-ben az újság bezárta az akkor még működő római szerkesztőségét és az újság székhelye azóta is Milánóban található.
Annak ellenére, hogy az újság jobbközép szellemiségű, 1999-ben Ferrara az egykori kommunista politikust, Massimo D’Alemát támogatta köztársasági elnök-jelöltként, aki végül Carlo Azeglio Ciampi lett.
2000 óta az újság vasárnaponként is megjelenik, így az újság a hét mindennapján megjelenik.
A lap mai napig alapvetően a jobboldali erők egyik sajtóorgánuma, ennek ellenére a lapnál dolgoznak olyan egykori szélsőbaloldali újságírók, mint Adriano Sofri, aki a Lotta Continua (Folytatólagos Harc) nevű parlamenten kívüli kommunista mozgalom vezetője volt az 1970-es években.